# کمیسیون ملی یونسکو ایران
کمیسیون ملی یونسکو در ایران پس از پذیرش عضویت ایران در یونسکو، با تصویب مجلس شورای ملی وقتِ ایران، در سال ۱۳۲۷ تشکیل شد. این کمیسیون برای تعیین اهداف، شرح وظایف و ارکان خود، اساسنامه‌ای را در ۱۳ ماده تنظیم کرد که بنا به پیشنهاد وزیر فرهنگ، در ۱۴ اردیبهشت ۱۳۲۸ هیئت وزیران به تصویب رسید. این اساسنامه پس از پیروزی انقلاب اسلامی مورد تجدید نظر قرار گرفت و اساسنامه اصلاحی در ۱۷ ماده و چهار تبصره پس از تأیید شورای عالی کمیسیون، از سوی وزارت فرهنگ و آموزش عالی به هیئت دولت ارائه شد و در ۲۹ شهریور ۱۳۶۶ تصویب شد. حسن فرطوسی‌ از مهر سال ۱۴۰۳، از سوی وزیر علوم، تحقیقات و فناوری، به‌عنوان دبیرکل کمیسیون ملی یونسکو در ایران منصوب شد.

## دفتر منطقه ای یونسکو در تهران
دفتر منطقه‌ای یونسکو در تهران، کار خود را به عنوان دفتر ملی از سال ۱۳۷۵ شروع کرد. سپس در ۱۳۸۲ دامنه فعالیت‌هایش را گسترش داد و به دفتر خوشه‌ای یونسکو در تهران ارتقا یافت. حوزه جغرافیایی فعالیت این دفتر شامل چهار کشور ایران، افغانستان، پاکستان و ترکمنستان است.
این دفتر در امور برنامه ریزی مشترک کشوری در حوزه‌های کاری بین بخشی و بین رشته‌ای یونسکو و کمیسیون ملی یونسکو در ایران در مورد تدوین ، اجرا و ارزیابی برنامه‌ها و کارهای یونسکو فعالیت می‌کند.

### فعالیت اصلی
فعالیت اصلی این دفتر حمایت و کمک به ترویج صلح و گفت و گوی فرهنگ‌ها در کشورهای عضو با همکاری بخش‌های برنامه‌ای یعنی آموزش، علوم، فرهنگ و ارتباطات است. در قلمرو زیر منطقه‌ای متشکل از چهار کشور فوق، دو دفتر ملی یونسکو در کابل و اسلام آباد با امکانات و بودجه مستقل و کارشناسان بین‌المللی در حوزه‌های آموزش و فرهنگ فعالیت می‌کنند. دفتر خوشه‌ای تهران با توجه به نیازهای دفاتر مذکور آنها را از نظر مالی و کارشناسی حمایت می‌کند.

## نقش کمیسیون ملی یونسکو
کمیسیون ملی یونسکو پنج نقش مشخص به عهده دارد. نقش رابط، نقش اطلاع‌رسانی، نقش هماهنگ‌کننده و نقش طراحی ازجمله نقش‌های کمیسیون ملی یونسکو است.  
نقش رابط، بین دولت، نهادهای دولتی و غیردولتی و افراد با یونسکو، مراکز و دفاتر زیر منطقه‌ای، منطقه‌ای و بین منطقه‌ای سازمان و همچنین با کمیسیون‌های ملی دیگر کشورها و نهادهای نظام ملل متحد
نقش مشورتی، ارائه خدمات مشاوره‌ای در زمینه‌های کاری یونسکو به دولت، نهادها و سازمان‌های ذی‌ربط در خصوص نحوه مشارکت در فعالیت‌ها و برنامه‌های یونسکو
نقش اطلاع‌رسانی، معرفی اهداف، راهبردها، برنامه‌ها و انتشارات یونسکو در سطح ملی از طریق رسانه‌های ملی و محلی، جمع‌آوری آمارها و داده‌های ملی همسو با زمینه‌های فعالیت یونسکو به منظور انتشار در جهان و ترجمه و انتشار کتب و اسناد یونسکو به زبان فارسی
نقش هماهنگ‌کننده، انجام هماهنگی‌های لازم برای اجرای برنامه‌های یونسکو در کشور و فراهم ساختن زمینه شرکت مقامات و نهادهای دولتی، غیردولتی و افراد برای حضور در گردهمایی‌ها و اجلاس‌های یونسکو.
نقش طراحی، اجرا و ارزیابی برنامه‌های یونسکو در ایران، معرفی اولویت‌های یونسکو به دولت، جلب مشارکت نهادها و مجامع علمی و مدنی ایران در فرایند طراحی و اجرای برنامه‌های یونسکو به‌ویژه در زمینه تدوین و تصویب ابزارهای حقوقی بین‌المللی و نیز مشارکت در پژوهش‌های مربوط با موضوع‌های کاری یونسکو در ایران.

## اهداف
کمیسیون ملی یونسکو که نهاد رابط جمهوری اسلامی ایران با مقر یونسکو در پاریس و دفاتر منطقه‌ای مربوط به آن است، دارای شخصیت حقوقی و اهدافی به این شرح است: مشارکت در فعالیت‌های یونسکو به منظور استقرار صلح و ایجاد تفاهم متقابل میان ملت‌ها از طریق اشاعه دانش و معرفت و اهتمام در امر نشر فرهنگ و آموزش، تلاش برای برقراری، حفظ و گسترش عدالت، آزادی و حقوق اساسی افراد انسانی با الهام از اصول اسلامی و اهداف یونسکو از راه همکاری با سازمان مرکزی یونسکو و مؤسسات تابعه آن، تلاش برای اعتلای فرهنگ و ارزش‌های انسانی و مبارزه با مفاسد اخلاقی، از راه تبادل فکری با صاحب‌نظران در قلمرو ادیان و مذاهب، تعلیم و تربیت و علم اخلاق، کوشش در غنی کردن اندیشه بشری از راه نشر و توسعه دانش به منظور ارتقاء فضیلت‌های انسانی، شناخت فرهنگ‌های گوناگون جوامع و معرفی فرهنگ اسلامی و میراث فرهنگی ایران، تعمیم آموزش و نیز مبارزه با بی‌سوادی به عنوان مانع اصلی تعالی فکری و توسعه فرهنگی، از طریق همکاری با یونسکو و مؤسسات همسو، همکاری و همگامی در ایجاد سامانه نوین ارتباطات برای مبادله گسترده اطلاعات در مقیاس جهانی و مقابله با انحصارطلبی قدرت‌های سلطه‌جوی جهانی در این زمینه.
رسالت اصلی کمیسیون ملی در ایران، تعیین خلأها، تمرکز نیروها بر حوزه‌های اولویت‌دار و بحران‌زایی ملی و جهانی و اجتناب از تلاش‌های حاشیه‌ای است. کانون اصلی فعالیت‌ها، مطالعه و بررسی اندیشه‌ها و تبادل اطلاعات و توسعه توان و ظرفیت کشور در زمینه آموزش، علوم، فرهنگ و ارتباطات با توجه به معیارهای بین‌المللی است. راهبرد اصلی در هدایت اقدام‌ها موارد زیر است: تقویت ارتباط بین تحقیقات و سیاست‌گذاری‌ها، شناسایی و تعیین خط مشی‌های موفق، توسعه ظرفیت‌های نهادی و انسانی کشور و حساس کردن دولت و جامعه نسبت به موضوع‌های مهم و روزآمد جهانی.

## ارکان کمیسیون
کمیسیون ملی یونسکو طبق اساسنامه دارای سه رکن است: شورای عالی، شورای اجرایی و دبیرخانه.
شورای‌عالی:
مهم‌ترین مرجع تصمیم‌گیری کمیسیون ملی یونسکو در ایران است که وظیفه اصلی آن تبیین سیاست‌ها و تصویب برنامه‌های کلی کمیسیون ملی در قالب برنامه‌ها و فعالیت‌های عمومی یونسکو، اظهار نظر در مورد تأمین بودجه، تأیید اعضای هیئت‌های اعزامی به کنفرانس عمومی و ارائه نظر درباره توسعه فعالیت‌های کمیسیون ملی و نهادهای ذی‌ربط است. اعضای شورای عالی عبارت‌اند از: وزرای علوم، تحقیقات و فناوری، امور خارجه، فرهنگ و ارشاد اسلامی، آموزش و پرورش، دبیرکل کمیسیون ملی یونسکو، رئیس سازمان حفاظت محیط زیست، رئیس سازمان صدا و سیمای جمهوری اسلامی ایران و هفت تن از شخصیت‌های علمی و فرهنگی کشور. ریاست شورای عالی با وزیر علوم، تحقیقات و فناوری است.
شورای اجرایی:
ارگان نظارتی بر اجرای برنامه‌های تصویب‌شده توسط شورای عالی است که مهم‌ترین وظایف آن عبارت است از: پیشنهاد برنامه و بودجه کمیسیون به شورای عالی، طرح و پیگیری پیشنهادهای جمهوری اسلامی ایران در کنفرانس عمومی و سایر مجامع یونسکو، پیگیری نظرها و پیشنهادهای دولت در مورد اجرای تصمیمات و توصیه‌های یونسکو در کشور، و همچنین ارائه پیشنهادهای لازم به دولت در خصوص چگونگی مشارکت در برنامه‌ریزی، اجرا و ارزیابی برنامه‌ها و فعالیت‌های یونسکو در کشور. شورای اجرایی متشکل است از: رئیس کمیسیون ملی یونسکو (وزیر علوم، تحقیقات و فناوری)، دبیرکل کمیسیون ملی یونسکو، معاون فرهنگی وزارت فرهنگ و ارشاد اسلامی، نمایندگان تام‌الاختیار وزیر فرهنگ و ارشاد اسلامی، وزیر آموزش و پرورش، سازمان صدا و سیما، مدیرکل امور بین‌الملل وزارت امور خارجه، رئیس سازمان میراث فرهنگی، صنایع‌دستی و گردشگری و یک نفر از شخصیت‌های علمی و فرهنگی عضو شورای عالی.
دبیرخانه:
دبیرخانه کمیسیون ملی یونسکو، نهاد مسئول اجرای برنامه‌های یونسکو در کشور و مجری مصوبات شورای عالی با هماهنگی شورای اجرایی است. ساختار دبیرخانه کمیسیون ملی مانند ساختار دبیرخانه یونسکو مرکزی در پاریس است که دارای بخش‌های برنامه‌ای، پشتیبانی و خدماتی می‌باشد. دبیرخانه کمیسیون ملی یونسکو - ایران که از نظر سازمانی وابسته به وزارت علوم، تحقیقات و فناوری است، زیر نظر دبیرکل اداره می‌شود. دبیرکل از میان شخصیت‌های علمی و فرهنگی کشور به پیشنهاد وزیر علوم، تحقیقات و فناوری و تأیید هیئت دولت منصوب می‌شود.
وظایف دبیرخانه: تهیه طرح برنامه و بودجه سالانه کمیسیون با مشورت شورای اجرایی، ارتباط با سایر کمیسیون‌های ملی به ویژه کشورهای منطقه به منظور همکاری در اجرای برنامه‌ها و مطالعات مشترک مربوط به فعالیت‌های یونسکو، برقراری ارتباط با وزارتخانه‌ها، مؤسسات و سایر ارگان‌های دولتی و نیز سازمان‌های غیردولتی و نهادهای مردمی، نظارت بر اجرای برنامه‌های یونسکو در کشور و پیگیری آنها، انجام مطالعات و تهیه طرح‌های متناسب با نیازهای کشور در حوزه‌های آموزش، علوم، فرهنگ و ارتباطات با همکاری کمیته‌های ملی تخصصی، تهیه و ترجمه و انتشار کتب و نشریات ادواری یونسکو و دیگر مؤسسات علمی، فرهنگی و تربیتی، برقراری ارتباط منظم با نمایندگی جمهوری اسلامی ایران در یونسکو و تدوین گزارش سالان] فعالیت‌های کمیسیون ملی.
بخش‌های برنامه‌ای:
اینر بخش‌ها که مطابق با پنج زمینه اصلی فعالیت یونسکو تشکیل شده عبارت است از: گروه آموزش، گروه علوم طبیعی، گروه علوم اجتماعی و انسانی، گروه فرهنگ و گروه ارتباطات و اطلاعات. بخش‌های برنامه‌ای برای پیشبرد فعالیت‌های یونسکو در کشور دارای کمیته‌های ملی تخصصی هستند که اعضای آنها مرکب از نخبگان کشور در حوزه‌های مختلف تخصصی است. کمیسیون ملی دارای کمیته‌های ملی با اعضای حقیقی و حقوقی به نمایندگی از وزارتخانه‌ها، مؤسسات، سازمان‌ها و انجمن‌های مرتبط با موضوع‌های کاری یونسکو می‌باشد.
بخش پشتیبانی:
شامل امور مالی و اداری، واحد فناوری اطلاعات و تدارکات است.
بخش خدماتی:
این بخش در بردارنده کتابخانه و مرکز اسناد، انتشارات و روابط عمومی است.